# 自動性繪畫
自動性繪畫是安德烈·布勒東提出的超現實主義思想，與自動書寫相似。

## 歷史

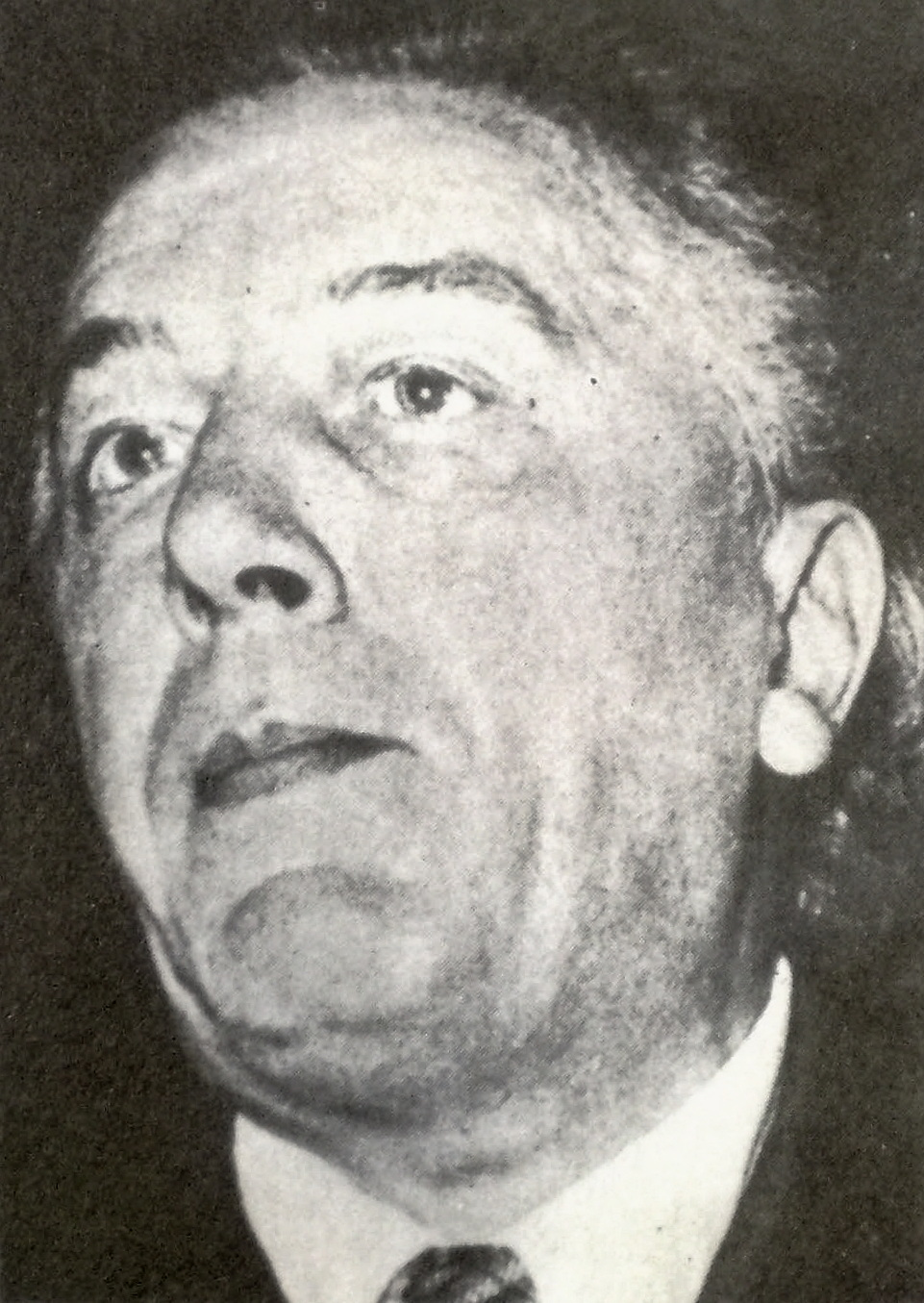
安德烈·布勒東

1919年安德烈·布勒東和菲利普·蘇波完成第一本自動性書《磁場》(Les Champs Magnetiques)，而《自動刪除郵件》（The Automatic Message）（1933）是安德烈·布勒東重要的自動性繪畫理論著作之一。
全自動的概念也植根於1942年蒙特利爾藝術家Paul-Émile Borduas創辦的藝術運動，受到的達達主義運動以及安德烈·布勒東影響。

## 外部連結
- An automatic drawing by Jean Arp
- What is an automatic drawing? （页面存档备份，存于）
- Automatic Drawing